# Bumi Makmur (Muara Lakitan)
Bumi Makmur is een bestuurslaag in het regentschap Musi Rawas van de provincie Zuid-Sumatra, Indonesië. Bumi Makmur telt 2549 inwoners (volkstelling 2010).